# Kirti Nidhi Bista
Kirti Nidhi Bista (en nepalí: कीर्तिनिधि विष्ट; Thamel, 15 de enero de 1927 – Gyaneshwor, 11 de noviembre de 2017) fue un político nepalí, que fue el 25.º Primer Ministro del Nepal.

## Biography
Bista ocupó el cargo de primera ministros en tres ocasiones (1969 a 1970), (1971-1973) y (1977-1979). También ocupó el cargo de ministro de finanzas de 1969 a 1970 y de 1971 a 1973. 
Después del golpe de Estado del Rey Gyanendra en 2005, Bista fue designado como uno de sus vicepresidentes hasta que el gobierno colapsó en abril de 2006 por un levantamiento popular. Es recordado por haber renunciado al cargo de primer ministro después de que Singha Durbar se incendiara en 1973.
Bista murió en su residencia de Gyaneshwor el 11 de noviembre de 2017 a los 90 años. Bista había realizado una larga batalla contra un cáncer.